# الدوري المكسيكي الممتاز 1965–66
الدوري المكسيكي الممتاز 1965-66 (بالإسبانية: Primera División de México 1965-66)‏ هو الموسم 23 من الدوري المكسيكي الممتاز. أقيم خلال الفترة 27 مايو 1965 وحتى 19 ديسمبر 1965، وأشرف على تنظيمه اتحاد المكسيك لكرة القدم، وكان عدد الأندية المشاركة فيه 16، وفاز فيه نادي أمريكا.